# Литанија Пресветој Дјеви Марији
Литанија Пресветoj Дјеви Марији — католичка молитва Богородици, уређена у форми литаније. Једна од седам литанија које је Католичка црква одобрила за свеопшту употребу. Такође се назива Лауретанска литанија по Лоретанском манастиру — центру италијанског поклоништва посвећеног Дјеви Марији. Молитва се користи и код православних западног обреда. 

## Историја
Многобројне литаније Богородици биле су познате још од првих векова хришћанства.
Лауретанска литанија формирала се постепено током 15. и 16. века. Први запис литаније у облику блиском савременом, датира се с 1558. годином. У 1587. години папа Папа Сикст V одобрио је литанију. Током векова папе су допуњавале текст литаније.

## Оригиналан текст литаније
KYRIE ELEISON
- Господе, смилуј се!
- Христе, смилуј се!
- Господе, смилуј се!
- Христе, чуј нас!
- Христе, услиши нас!

PATER DE CAELIS
- Оче небески, Боже, смилуј нам се!
- Сине, Искупитељу света, Боже, смилуј нам се!
- Душе Свети, Боже, смилуј нам се!
- Света Тројице, један Боже, смилуј нам се!

ЛИТАНИЈА
- Света Маријо, моли за нас! (Sancta Maria, ora pro nobis).
- Света Богородице, моли за нас!
- Света Дјево девица, моли за нас!
- Мајко Христова, моли за нас!
- Мајко Цркве, моли за нас!
- Мајко Божје благодати, моли за нас!
- Мајко нетљена, моли за нас!
- Мајко пречиста, моли за нас!
- Мајко целомудрена, моли за нас!
- Мајко непорочна, моли за нас!
- Мајко љубазна, моли за нас!
- Мајко предивна, моли за нас!
- Мајко доброг савета, моли за нас!
- Мајко Створитељева, моли за нас!
- Мајко Спаситељева, моли за нас!
- Дјево премудра, моли за нас!
- Дјево часна, моли за нас!
- Дјево хвале достојна, моли за нас!
- Дјево свесилна, моли за нас!
- Дево милостива, моли за нас!
- Дјево верна, моли за нас!
- Огледало правде, моли за нас!
- Престоле мудрости, моли за нас!
- Узроче наше радости, моли за нас!
- Посудо духовна, моли за нас!
- Посудо поштована, моли за нас!
- Посудо узорне побожности, моли за нас!
- Ружо отајствена, моли за нас!
- Куло Давидова, моли за нас!
- Куло белокосна, моли за нас!
- Кућо златна, моли за нас!
- Ковчеже завета, моли за нас!
- Врата небеска, моли за нас!
- Звездо јутарња, моли за нас!
- Здравље болесних, моли за нас!
- Уточиште грешника, моли за нас!
- Утехо жалосних, моли за нас!
- Помоћнице хришћана, моли за нас!
- Царице анђела, моли за нас!
- Царице патријараха, моли за нас!
- Царице пророка, моли за нас!
- Царице апостола, моли за нас!
- Царице мученика, моли за нас!
- Царице исповедника, моли за нас!
- Царице девица, моли за нас!
- Царице свих светих, моли за нас!
- Царице на небо узнесена, моли за нас!
- Царице светог розарија, моли за нас!
- Царице мира, моли за нас!

AGNUS DEI
- Јагње Божје, који одузимаш грехе света, опрости нам, Господе.
- Јагње Божје, који одузимаш грехе света, услиши нас, Господе!
- Јагње Божје, који одузимаш грехе света, смилуј нам се, Господе!

АНТИФОН (Sub tuum praesidium)
- Под Твоју заштиту прибегавамо, Света Богородице; не презри наше молитве у нашим жалостима, него нас увек избављај од свих опасности, Дјево преславна и благословена. Владичице наша, Заштитнице наша, Заступнице наша! Помири нас са својим Сином. Повери нас своме Сину. Предај нас своме Сину.

ЗАКЉУЧАК
- Моли за нас, Света Богородице (завршни стих).
- Да достојни постанемо обећања Христових! (одговор пастве).

Помолимо се. Господе Боже! Смилуј се и подари нам здравље душе и тела и покровитељством Пресвете Богородице избави нас од зла на земљи и подари вечну радост на небу. Кроз Христа, Господа нашег. Амин.